# Graham Brown
Graham Brown (Ogemaw, Michigan; 19 de agosto de 1984) es un jugador de baloncesto estadounidense que actualmente pertenece a la plantilla del Cholet Basket de la Pro A, la máxima división francesa. Con 2,06 metros de altura juega en la posición de Pívot.

## Escuela secundaria
Asistió al Mio-Ausable High School, situado en Mio, Míchigan

## Universidad
Tras graduarse en 2002, se unió a la Universidad de Míchigan, situada en Ann Arbor, Míchigan, donde cumplió su periplo universitario de cuatro años (2002-2006). 
En su primera temporada, su año freshman (2002-2003), jugó 30 partidos (25 como titular) con los Wolverines con un promedio de 5,8 puntos (60,6 % en tiros de 2) y 4,6 rebotes en 20 min.
En su segunda temporada, su año sophomore (2003-2004), jugó 34 partidos (28 como titular) con los Wolverines con un promedio de 4,6 puntos (51,7 % en tiros de 2) y 4,1 rebotes en 19,8 min. Ganó el NIT en 2004. Finalizó en la Big Ten Conference como el 4º en partidos jugados.
En su tercera temporada, su año júnior (2004-2005), jugó 22 partidos (20 como titular) con los Wolverines con un promedio de 5,5 puntos (55,2 % en tiros de 2 y 66,7 % en tiros libres) y 5,2 rebotes en 24,4 min.
En su cuarta y última temporada, su año sénior (2005-2006), jugó 33 partidos (32 como titular) con los Wolverines con un promedio de 5,1 puntos (63,7 % en tiros de 2), 7,3 rebotes y 1,2 asistencias en 24,4 min. Finalizó en la Big Ten Conference como el 8º máximo reboteador, el 6º en rebotes totales (240) y el 20º en partidos jugados.
Jugó 119 partidos (105 como titular) con los Michigan Wolverines entre las cuatro temporadas, promediando 5,2 puntos (57,8 % en tiros de 2) y 5,3 rebotes en 22 min de juego.

## Trayectoria profesional

### Portugal
Tras no ser elegido en el Draft de la NBA de 2006, vivió su primera experiencia como profesional en la temporada 2006-2007, en el Lusitania Angra Acores portugués, donde ganó la Taça da Liga en 2006.
Disputó 31 partidos de liga y 9 de play-offs con el conjunto de Angra, promediando en liga 12,3 puntos (60,2 % en tiros de 2), 9 rebotes, 1 asistencia y 1,1 robos en 27,2 min de media, mientras que en play-offs promedió 17,6 puntos (58,9 % en tiros de 2 y 62,2 % en tiros libres), 8 rebotes y 1,2 asistencias en 29,9 min de media.
Fue el 2º máximo reboteador de la Liga Portuguesa de Basquetebol. A final de temporada fue nombrado pívot del año de la Liga Portuguesa de Basquetebol y elegido en el mejor quinteto de la Liga Portuguesa de Basquetebol, en el mejor quinteto de jugadores extranjeros de la Liga Portuguesa de Basquetebol y en el mejor quinteto defensivo de la Liga Portuguesa de Basquetebol, todo ello por Eurobasket.com.
Sin moverse de Portugal, jugó la temporada 2007-2008 en el Ovarense Aerosoles, donde ganó la Supercopa portuguesa y el Torneio dos Campeões en 2007 y se proclamó campeón de la LPB en 2008.
Disputó 19 partidos de liga, 14 de play-offs y 10 de Copa ULEB con el cuadro de Ovar, promediando en liga 14,2 puntos (63,1 % en tiros de 2), 8,3 rebotes y 1,1 robos en 23,4 min de media, en play-offs 15,1 puntos (63 % en tiros de 2), 9,6 rebotes, 1,9 asistencias y 1,1 robos en 27,3 min de media, y en la Copa ULEB 8,9 puntos y 7,4 rebotes.
A final de temporada fue nombrado jugador defensivo del año de la Liga Portuguesa de Basquetebol y elegido en el  segundo mejor quinteto de la Liga Portuguesa de Basquetebol y en el mejor quinteto defensivo de la Liga Portuguesa de Basquetebol, todo ello por Eurobasket.com.

### Bélgica
Fichó por el Optima Gent belga para la temporada 2008-2009. Fue el 2º máximo reboteador de la Ligue Ethias.
Disputó 26 partidos de liga con el conjunto de Gent, promediando 10,2 puntos (59,5 % en tiros de 2 y 50 % en triples), 8,7 rebotes, 1,3 asistencias y 1,3 robos en 27,5 min de media.
Sin moverse de Bélgica, el 25 de mayo de 2009, el Antwerp Giants, anunció su fichaje por dos temporadas.
En su primera temporada (2009-2010), jugó 37 partidos de liga y 14 de EuroChallenge, promediando en liga 8,5 puntos (58,4 % en tiros de 2), 6,5 rebotes y 1 asistencia en 23,3 min, mientras que en la EuroChallenge promedió 8,6 puntos (60 % en tiros de 2), 6,6 rebotes y 1,5 asistencias en 23,8 min.
Fue el 6º máximo reboteador de la Ligue Ethias. Finalizó en la EuroChallenge con el 9.º mejor % de tiros de 2 y fue el 8.º máximo reboteador, el 8º en rebotes defensivos (5,1) y el 20º en dobles-dobles (2).
En su segunda y última temporada (2010-2011), jugó 35 partidos de liga y 14 de EuroChallenge, promediando en liga 8,2 puntos (61,7 % en tiros de 2),  y 6,4 rebotes en 23,9 min, mientras que en la EuroChallenge promedió 9,3 puntos (67,9 % en tiros de 2) y 5,6 rebotes en 21,9 min. Fue el 7.º máximo reboteador de la Ligue Ethias. 
Disputó un total de 72 partidos de liga y 28 de EuroChallenge con el cuadro de Amberes entre las dos temporadas, promediando en liga 8,3 puntos (60 % en tiros de 2), 6,4 rebotes y 1 asistencia en 23,6 min de media, mientras que en la EuroChallenge promedió 8,9 puntos (63,9 % en tiros de 2), 6,1 rebotes y 1 asistencia en 22,8 min de media.
El 15 de junio de 2011, el Optima Gent, anunció su regreso para la temporada 2011-2012.
Disputó 32 partidos de liga con el conjunto de Gent, promediando 10,9 puntos (58,3 % en tiros de 2), 7,7 rebotes y 1,1 robos en 26,5 min de media.
Fue el 2.º máximo reboteador de la Ligue Ethias y a final de temporada recibió una mención honorable Ligue Ethias por Eurobasket.com.

### Francia
El 28 de julio de 2012, el STB Le Havre francés, anunció su fichaje para la temporada 2012-2013. El 23 de junio de 2013, renovó por el STB Le Havre para la temporada 2013-2014.
En su primera temporada (2012-2013), jugó 30 partidos de liga con un promedio de 10,4 puntos (61,5 % en tiros de 2), 5,8 rebotes y 1,2 asistencias en 24 min.
En su segunda y última temporada (2013-2014), jugó 30 partidos de liga con un promedio de 10,3 puntos (57,1 % en tiros de 2 y 68,8 % en tiros libres), 7,3 rebotes y 1,3 asistencias en 25,2 min. Fue el 5º máximo reboteador de la Pro A
Disputó un total de 60 partidos de liga con el cuadro de Le Havre entre las dos temporadas, promediando 10,3 puntos (59,3 % en tiros de 2 y 61,8 % en tiros libres), 6,5 rebotes y 1,2 asistencias en 24,6 min de media.
Sin moverse de Francia, el 26 de mayo de 2014, firmó por dos años por el BCM Gravelines.
En su primera temporada (2014-2015), jugó 31 partidos de liga con un promedio de 10,5 puntos (55,6 % en tiros de 2), 6 rebotes y 1,9 asistencias en 24,3 min.
En su segunda y última temporada (2015-2016), jugó 34 partidos de liga y 3 de play-offs, promediando en liga de 5,4 puntos (55,2 % en tiros de 2), 4,6 rebotes y 1 asistencia en 16,4 min, mientras que en play-offs promedió 7,3 puntos (68,8 % en tiros de 2), 5,4 rebotes y 1 robo en 16,3 min de media.
Disputó un total de 65 partidos de liga con el conjunto de Gravelinas entre las dos temporadas, promediando 7,9 puntos (55,4 % en tiros de 2), 5,3 rebotes y 1,4 asistencias en 20,3 min de media.
El 9 de junio de 2016, fichó por el Cholet Basket para la temporada 2016-2017.

## Selección estadounidense
Disputó con las categorías inferiores de la selección norteamericana el Mundial Sub-19 de 2003, celebrado en Salónica, Grecia, donde Estados Unidos acabó en 5ª posición.
Brown tuvo un promedio de 2,7 puntos y 3,6 rebotes.